# Gelt (rivière)
La rivière Gelt  (en anglais : Gelt River) est un cours d'eau de la région de Canterbury dans l’île du Sud de la Nouvelle-Zélande.

## Géographie
Elle prend naissance près du “ Mont Peter” dans la chaîne des Black Hills et s’écoule vers le sud, puis l’est et le nord –est, pour de déverser dans la rivière Conway,.
La rivière a un bassin de drainage de 1 650 ha.